# ハーキム
ハーキム（アラビア語：الحاكم بأمر الله　転写：al-Ḥākim bi-Amr Allāh, 985年 - 1021年2月13日）は、エジプトを支配するファーティマ朝の第6代カリフ（在位：996年10月14日 - 1021年2月13日）。第5代カリフ、アズィーズの子。冷酷な専制君主にして公正な名君であり、数々の奇行で名を残すなど、イスラム世界の歴史のうちでも特に際立った個性の持ち主として知られる。

## 生涯
ハーキムは幼くして即位し、スラヴ人の宦官バルジャワーンに後見されたが、バルジャワーンは後見人の立場を利用して宰相（ワズィール）に就任、ハーキムに監禁同然の生活を強いて政権を自由にした。成長したハーキムは、即位から5年後の16歳のときバルジャワーンを刺殺、自ら専制的な権力を握った。
ハーキムはファーティマ朝のイデオロギーであるイスマーイール派を強調し、自らイマームとして積極的に教義の研究や、宣教活動を推進した。イスマーイール派のための宗教施設の建設、寄進を盛んに行い、ファーティマ朝時代を代表する建築物と言われるカイロのハーキム・モスクをはじめとする多くのモスクが建設された。王朝の外でも、ハーキムの治世にイスマーイール派はファーティマ朝の支配版図からはるかに東のイラク、イランから中央アジアに広まり、イスマーイール派の盟主としてのファーティマ朝の威信は高まった。
また、学芸も保護し、カイロに「知恵の館（ダール・アル＝イルム）」と名づけられた教育・研究機関を創立し、カリフの私財を投じて学問を保護した。ハーキムのもと、カイロではヘレニズム時代を通してエジプトに伝えられた古代ギリシアの学問と、バグダードから伝えられた最新のイスラムの伝統学問の最高峰の研究が行われた。カイロ学派と呼ばれるこの時代のアラビア科学では自然科学分野の発展がめざましく、光学の分野で後世に多大な影響を与えたイブン＝ハイサムらの優れた学者が輩出された。
ハーキムの厳格なイスマーイール主義は、一方で厳しい禁令や異教徒に対する抑圧となってあらわれた。イスラーム教の教義を厳格に適用し、一切の飲酒と歌舞音曲が禁止された。異教徒に対する迫害もきわめて厳しく、男性は黒いターバンを必ず着用して外見で区別できるように命じ、キリスト教徒は木の十字架、ユダヤ教徒は鈴を常に身に付けるよう義務付けた。キリスト教の教会、修道院、ユダヤ教のシナゴーグはすべて廃止を命ぜられ、財産を没収された。これには一切の例外はなく、1009年にはムスリム（イスラーム教徒）によるエルサレム征服以来、キリスト教徒の宗教的自治によって保全されてきた聖墳墓教会すらも破壊された。
さらに、ハーキムは宰相の殺害以来、数多くの召使いや官僚を殺したり、意に沿わない者の体を傷つけたり、些細な罪で鞭打ちなどの厳しい罰に処すなど残忍な性格をあらわにし、多くの側近や高官が犠牲となった。そのうえ、気まぐれな思いつきとしか考えられないような命令を簡単に実行する傾向があり、例えば、モロヘイヤがシーア派と対立した過去のカリフたちの好物だったと聞いてその食用を禁止したことがよく知られている。
また、飲酒の禁止にともない没収されたワインはナイル川に流され、ブドウの栽培を根絶するために全てのブドウ園が破壊された。遊興の禁止も徹底し、船遊びが禁止され、運河への立ち入りすら禁じられた。庶民の楽しみであった浴場（ハンマーム）にも禁令は伸び、とくに女性の入浴は禁じられ、女風呂は閉鎖された。庶民も酷薄な刑罰の例外ではなく、多くの市民が禁令を破った罪で処刑された。
ハーキム自身の生活ぶりも奇矯な行動を好み、みすぼらしい衣装を身に付け、夜間にわずかな供だけを連れてカイロの市中やその郊外を徘徊する毎日を送った。ハーキムの晩年には、イスマーイール派の内部でハーキムのカリスマを信奉するグループがあらわれ、ハーキムを神格化する教説すら説かれるようになった。
1021年2月13日の夜、いつものように郊外に出かけ、従者も連れずに砂漠を散歩していたハーキムは、そのまま行方不明となった。数日後、捜索者は短剣で刺した跡のあるカリフの衣服を砂漠で発見したが、遺体はついに見つかることはなかった。
ハーキムの神格性を主張していた教宣員のグループは、行方不明になったハーキムは殺されて死んだのではなく、自発的に失踪して幽冥界でのお隠れ（ガイバ）に入ったのだと信じ、「復活の日」にハーキムは救世主（マフディー）として再臨すると説いた。彼らはイスマーイール派の公式教義から排斥され、エジプトを追われてシリアに逃れ、その地でドゥルーズ派と呼ばれる集団を形成している。